# Bârladi-dombvidék
A  Bârladi-dombvidék (Podișul Bârladului) Moldvában található, a Suceavai-dombvidéktől és a Moldvai-mezőségtől délre, a Szeret (Sirețul) és a Prut folyók közti területen helyezkedik el.

## Földrajza
A 350-400 méter átlagos tengerszint feletti magasságban található tájegység geológiai felépítése igen változatos. Területén agyag, homok, homokkő váltakozik folyóvízi és löszös üledékkel.
A területet, különösen annak északi részét, mely Közép-Moldvai-dombvidék (Podișul Central Moldovenesc) néven ismert a folyóvölgyek erősen felszabdalták. A völgyek itt helyenként 150-200 méter mélyre is bevágódtak, közöttük egymással párhuzamos dombsorok emelkednek.